# Комп'ютерна грамотність
Комп'ю́терна гра́мотність — опанування мінімальним набором знань і навичок роботи на персональному комп'ютері. Розглядається нині як вміння, таке ж необхідне, як і вміння читати й писати.
Комп'ютерна грамотність охоплює розуміння основних принципів роботи комп'ютера, операційної системи та програмного забезпечення. Це також вміння використовувати різні програми, включаючи текстові редактори, електронну пошту, веб-браузери та інші додатки.
Основні складові комп'ютерної грамотності включають знання про апаратне та програмне забезпечення комп'ютера, такі як процесори, пам'ять, жорсткі диски, операційні системи та драйвери. Крім того, важливими елементами є навички роботи зі знімними носіями даних, такими як флеш-пам'ять або зовнішні жорсткі диски, а також знання про мережі і безпеку в Інтернеті.
Знання про програми охоплює вміння працювати з необхідним набором програм залежно від потреб самої людини та її професійної діяльності. Зокрема, наприклад, з текстовими документами, створювати таблиці, презентації, використання електронної пошти, інтернету. Додаткові навички включають роботу з редагуванням фотографії та відео, з веб-сайтами, соціальних мереж і спільного доступу до документів. 
Комп'ютерна грамотність також охоплює вміння ефективно шукати та оцінювати інформацію в Інтернеті, враховуючи правильність та правдивість джерел. Це дозволяє людям бути критичними споживачами інформації та уникати поширення дезінформації.
У сучасному світі комп'ютерна грамотність є необхідною для різних професій та повсякденного життя. Вона дозволяє людям ефективно спілкуватися, здійснювати електронну комунікацію, здійснювати покупки та оплату послуг в Інтернеті, а також розвивати творчі навички через використання спеціалізованих програм.